# 当湖
当湖是一个位于中国浙江省平湖县的湖泊。